# 福山藩 (備後國)
福山藩（日语：／ Fukuyama han */?）主要指備後国（广岛县東部）、備中国西南周边为领土的藩。藩厅为福山城（福山市）。俸禄为10万石，从阿部家七代藩主阿部正弘开始领11万石。

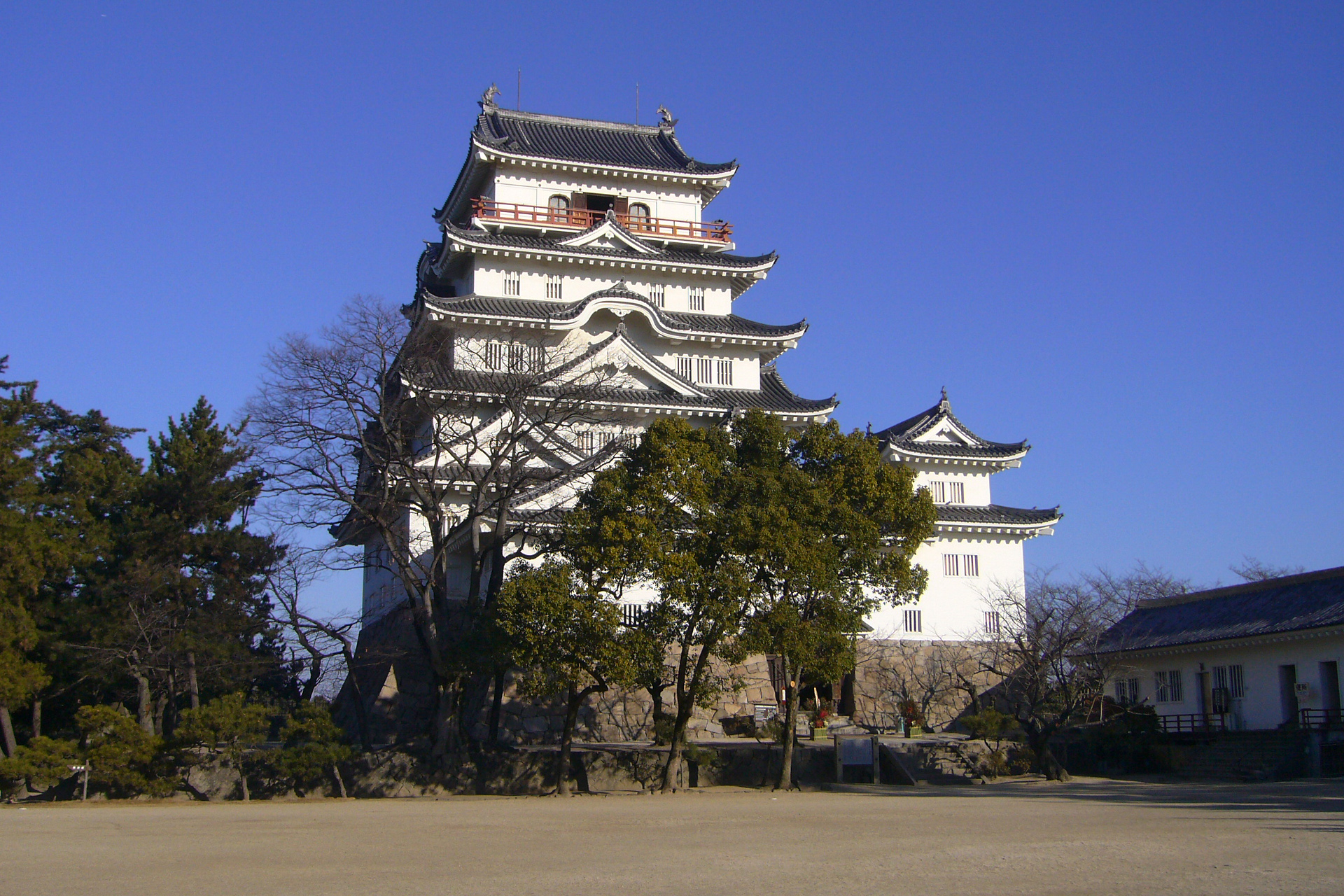
福山城再建天守

## 藩史

### 水野时代
幕府为了守备毛利氏等中国地方有力的外样大名，以“镇守西国”的名义，开始在备后地方设了此藩，初代藩主为水野胜成。直到明治维新为止，一直由历代有力的譜代大名镇守。
关原之战以后，福山藩随备后国一起，和安艺国共为福岛正则所有（49万8千石）。但是，福岛正则因擅自修筑名城广岛城的过失而被改易。领土分割后，安艺及备后北部、西部被封给浅野长晟(42万石)，而备后南部封给了德川家康的表兄弟、在大阪之阵有击破後藤又兵卫战绩的水野胜成，他也从大和国郡山藩（6万石）被加封为10万石。当初的领地的构成是备后国的深津郡、安那郡、沼隈郡、神石郡、品治郡、苇田郡，备中国的小田郡、後月郡的各自大半组成的（现在的行政区划分是福山市整个地区和尾道市的东部、府中市整个地区、三次市和原市的南部、笠冈市和井原市的西部、神石高原町的大半组成的）。
水野胜成在入封的同时开始建设福山城和城下町，福山城在花费近4年后在元和8年(1622年)时完成了建筑。同时，胜成进行新田开发、灌溉事业和产业培养等工程，致力于领土内的经营，建立了藩政的基础。宽永3年(1626年)，胜成晋升为从四位下，加封相模国愛甲郡厚木村(现在的神奈川县厚木市)1000石，合计10万1000石。
宽永15年(1638年)，岛原之乱中，胜成及其子胜俊，其孙胜贞带领的福山藩兵约6000人，是除九州大名之外唯一替幕府军参战的。宽永16年(1639年)，胜成隐居。不过，据说此后他对新田开发和水渠的整备花费了大部分的退休金(2万石)。
庆安4年(1651年)胜成死后，胜俊、胜贞、胜种基本沿袭了胜成的政策，福山藩稳步而顺利地发展。藩成立初期占全体农民7成以上的佃农大体上消失了（这期间米谷的收获量增加了约3万石）。但是，元禄10年(1697年)胜种暴卒后不久继承藩主的5代·胜岑，在元禄11年(1698年)去世，年仅2岁。随后水野家被改易。一部分藩士和领民为了保全水野家而准备发动暴动闭城不出，但是经过家臣的劝说而平定了下来。因为水野氏是名门的缘故，水野胜成之孙水野胜长被封能登国西谷藩1万石，从而水野家就这样留存了下来。

### 天领时代
水野家断绝之后，福山藩领地成为了天領，幕府派遣三名代官来此。代官所被设置在城下东边的三吉町（三吉阵屋），福山城的城番由赞岐国丸龟藩的藩主京極高或（縫殿）担任。同时幕府命令除了厚木村之外的全部领地由冈山藩検地团约2400人进行検地（元禄検地）。検地的结果是，对水野时代的增产和検地的严格化，由于尺度的变更和面积的虚报等问题、福山藩的米谷的收获量被核定为约15万石。此次検地以前实际的米谷的收获量约为13万2800石，平均增税约10％。

### 松平时代
元禄13年(1700年)，出羽国山形藩的松平忠雅被封福山藩10万石。现在的福山藩是自元禄検地之后、从旧福山藩领地15万石中去除了5万石的部分（小田郡、後月郡、神石郡、甲奴郡和安那郡的一部分）后形成的，实际上只有水野时代7成的米谷收获量，与其他国的10万石相比要略少一些。削减掉的领地仍旧是天领，神石郡、甲奴郡、安那郡分配到“上下陣屋”（广岛县府中市），小田郡、後月郡分配到笠岡陣屋（冈山县笠冈市）。忠雅接收领地9年后的宝永6年（1709年）进入福山，不过在一年后的宝永7年(1710年)转封伊势国桑名藩。

### 阿部时代
松平正雅转封不久，阿部正邦从下野国宇都宫藩(10万石)以10万石入封。从此以后，阿部氏在封10代共161年，直到废藩置县。期间老中4人，大坂城代1人。特别是7代藩主阿部正弘弱冠25岁就任老中首席，签订日美亲善条约等最为著名。可是因为阿部氏世世代代以幕阁中枢作为目标，历代藩主大部分都成为江戸定府，而在领地内居住的很少。同时，阿部氏比其他大名需要更多的经费，又因为先前検地严格核定的10万石而导致历代财政状况极为恶劣，所以曾招致了好几次一揆。尤其是使全部领土都卷入其中的天明一揆在全国都很知名（水野时代没有发生一揆的记录）。同时，重税和饥荒产生了很多没落的农民，大量田地的寡头垄断化的加剧也使幕末出现了更多的“豪農”。
在藩政上，阿部氏对基本的领地经营不太关心，比较重视收紧财政支出，并不进行像水野氏一样的大规模开发（在幕末开始了福山冲的扩大工程和新田的开发，在结束之前迎来了明治时代）。嘉永5年(1852年)，阿部正弘指挥江户城西之丸建造有功，提高米谷的收获量到11万石。此时增加的领土是在水野家绝嗣时被作为天領的安那郡、神石郡、後月郡的各自一部分。阿部氏在教育方面，天明6年（1786年）4代·阿部正倫开设藩校“弘道馆”，阿部正弘在嘉永6年（1853年）在福山和江户开设新藩校“誠之館”。因为这个缘故，幕末以前以菅茶山和赖山阳为首、人才辈出。
元治元年（1864年），福山藩参加了幕府命令的长州征讨，藩主阿部正方带领藩兵约6000人向广岛进军，由于幕府和長州藩达成停战后返回。又在庆应元年(1866年)末参加了第二次长州征讨，以山阴为目标进军（途中阿部正方身体不适，交由家老内藤角右衛門指挥）。顺带一说，此次出兵的准备过程中，福山城内保管的火药大爆炸，毁坏橹3栋。并且在翌年6月17日，福山藩在石见国益田与大村益次郎带领的长州军展开战斗后败走。这对福山藩来说是岛原之乱以来相隔了230年的战斗。此后，幕府方面诸藩因为多次败走而开始撤退，福山藩也在7月23日回归福山了。和战斗一样，严峻的藩内财政形势也越发紧迫，不过作为财政重建的王牌，庆应元年(1865年)福山冲历史上最大的大新涯(约320ha)开始建造。这个工程在前面说到的第二次长州征讨中被中断，在庆应3年(1867年)时完工。可是，优质的粮食收成只延续到明治之后。藩财政在后述的明治维新的绪战等之后更加恶化，废藩置县之前陷入破产状态。
大政奉还之后，庆应4年1月9日(新历1868年2月2日)，福山城筑城以来受到杉孙七郎带领的长州军第一次攻击。首先在今津(松永町)进驻了的长州军把部队分成三部分从北、西、南各自以福山为目标进军。福山藩对其表现出恭顺之意，兵临城下的长州军占据北本庄的圆照寺打算把大炮的炮击做为真正的攻城的开始。但是由于福山藩实质上的首脑关藤藤阴的斡旋（因为藩主阿部正方将要病死，处于无藩主的时期），长州军承认福山藩的恭顺后从备后撤兵了。这样福山藩就免除了一场战火。可是令人啼笑皆非的是，本被幕府期望抵抗西国的福山藩，以西国外样大名为中心的新政府军的尖兵和榎本武揚带领的旧幕府军在这里展开了战斗。
明治元年(1868年)，新政府命令伊予国松山、播磨国西宮、大阪府天保山出兵。在这期间，隐藏了阿部正方病死的消息，迎接安艺国广岛藩藩主浅野长勋的弟弟阿部正桓作为正方的继子做10代藩主。正桓就任藩主之后立即被命令对虾夷函馆出兵，藩兵约500人加入到新政府军参与函馆战争作战。可是，福山藩兵在七层村之战被榎本武揚军击退至青森而败走。此后再次加入战斗行列，箱館总攻击时攻占了千代冈炮台。这次战斗，福山藩兵死者25人，负伤者28人。明治2年(1869年)，正桓因为版籍奉還而就任福山知藩事。明治4年(1871年)，旧福山藩领地根据废藩置县设定为福山县。至此备后福山藩废除，但是，元幕府譜代的责难还没有消除，对深津县、小田县、冈山县在短时间内变更县名和县区域的行为，最终在明治9年(1876年)被移管到旧福山藩领地广岛县才结束。

## 历代藩主

### 水野（）家〔宗家〕
譜代　10万1000石　（1619年～1698年）
1. 水野勝成（かつなり）〔従四位下・日向守〕
2. 水野勝俊（かつとし）〔従四位下・美作守〕
3. 水野勝貞（かつさだ）〔従四位下・日向守〕
4. 水野勝種（かつたね）〔従五位下・美作守〕
5. 水野勝岑（かつみね）〔无官位官職（夭折）〕

### 天領
（1698年～1700年）
- 城番：京極高或（名代：千田数馬）
- 代官：山木与惣左衛門、曲淵市郎右衛門、宍倉与兵衛

### 松平（）〔奥平（おくだいら）〕家
譜代　10万石　（1700年～1710年）
1. 松平忠雅（ただまさ）〔従四位下・左少将〕

### 阿部（）家
譜代　10万石　（1710年～1871年，从七代正弘开始11万石）
1. 阿部正邦（まさくに）〔従四位下・備中守〕
2. 阿部正福（まさよし）〔従四位下・伊勢守　大坂城代〕
3. 阿部正右（まさすけ）〔従四位下・伊予守　老中〕
4. 阿部正倫（まさとも）〔従四位下・伊勢守　老中〕
5. 阿部正精（まさきよ）〔従四位下・侍従・備中守　老中〕
6. 阿部正寧（まさやす）〔従五位下・伊予守〕
7. 阿部正弘（まさひろ）〔従四位下・侍従・伊勢守　老中首座〕
8. 阿部正教（まさのり）〔従五位下・伊予守〕
9. 阿部正方（まさかた）〔従四位下・主計頭〕
10. 阿部正桓（まさたけ）〔従五位下・主計頭〕